# قلعه عزآباد
قلعه عزآباد مربوط به دوره افشار است و در شهرستان صدوق، بخش مرکزی، دهستان رستاق، روستای عزآباد واقع شده و این اثر در تاریخ ۷ اسفند ۱۳۸۶ با شمارهٔ ثبت ۲۱۷۰۷ به‌عنوان یکی از آثار ملی ایران به ثبت رسیده است.